# Hestrie Els
Hestrie Els, ex-mariée Cloete, née Storbeck le 26 août 1978 à Germiston, est une athlète sud-africaine, pratiquant le saut en hauteur

## Carrière
Née près de Johannesbourg, elle commence l'athlétisme à l'adolescence. Elle pratique le saut en hauteur, le saut en longueur et le demi-fond.
Elle apparaît sur la scène internationale en 1998 lors de la Coupe du monde où elle termine à la seconde place. L'année suivante, elle se rend aux Championnats du monde d'athlétisme 1999 de Séville avec le meilleur bilan mondial. Mais elle échoue lors des qualifications.
Lors des Jeux olympiques d'été de 2000 de Sydney, elle échoue face à Yelena Yelesina, battue seulement au nombre d'essais.
Elle remporte enfin son premier titre lors des Championnats du monde d'athlétisme 2001 à Edmonton. Puis lors des Championnats du monde d'athlétisme 2003 de Paris, elle confirme son titre, marquant psychologiquement ses adversaires en franchissant toutes ses barres précédant 2,06 m au premier essai.
Elle reçoit également cette même année le titre d'athlète de l'année en compagnie d'Hicham El Guerrouj.
Malheureusement pour elle, en 2004, un nouveau talent russe apparaît en la personne de Yelena Slesarenko. Malgré un bon concours où elle passe toutes ses barres jusqu'à 2,02 m au premier essai, elle échoue à 2,04 m, laissant la médaille d'or des Jeux olympiques d'été de 2004 à la Russe.
Hestrie Cloete met un terme à sa carrière à l'issue de la saison 2004.

## Palmarès
| Année | Compétition                   | Lieu          | Résultat | Marque  |
| ----- | ----------------------------- | ------------- | -------- | ------- |
| 1995  | Jeux panafricains             | Harare        | 1er      | 1,85 m  |
| 1996  | Championnats du monde juniors | Sydney        | 6e       | 1,85 m  |
| 1997  | Championnats du monde         | Athènes       | 10e      | 1,90 m  |
| 1998  | Championnats d'Afrique        | Kuala Lumpur  | 1re      | 1,91 m  |
| 1998  | Jeux du Commonwealth          | Manchester    | 1er      | 1,96 m  |
| 1998  | Coupe du monde des nations    | Johannesbourg | 2e       | 1,96 m  |
| 1999  | Jeux panafricains             | Johannesbourg | 1er      | 1,96 m  |
| 1999  | Golden League                 | Golden League | 1re      | détails |
| 2000  | Jeux olympiques               | Sydney        | 2e       | 2,01 m  |
| 2001  | Championnats du monde         | Edmonton      | 1er      | 2,00 m  |
| 2001  | Finale mondiale               | Melbourne     | 1re      | 1,98 m  |
| 2001  | Golden League                 | Golden League | 2e       | détails |
| 2002  | Championnats d'Afrique        | Tunis         | 1er      | 1,95 m  |
| 2002  | Jeux du Commonwealth          | Manchester    | 1er      | 1,96 m  |
| 2002  | Coupe du monde des nations    | Madrid        | 1er      | 2,02 m  |
| 2003  | Championnats du monde         | Paris         | 1er      | 2,06 m  |
| 2003  | Finale mondiale               | Monaco        | 1re      | 2,01 m  |
| 2003  | Golden League                 | Golden League | 1re      | détails |
| 2004  | Championnats d'Afrique        | Brazzaville   | 1er      | 1,95 m  |
| 2004  | Jeux olympiques               | Athènes       | 2e       | 2,02 m  |
| 2004  | Finale mondiale               | Monaco        | 5e       | 1,95 m  |
| 2004  | Golden League                 | Golden League | 1re      | détails |

### Autres
- Championne d'Afrique du Sud du saut en hauteur : 1996 à 2004[3].

### Distinctions
Élue "athlète de l'année" en 2003